# わたしは目撃者
『わたしは目撃者』（原題：Il gatto a nove code、英題：The Cat o' Nine Tails）は、1971年に公開されたイタリア・フランス合作のジャッロ映画。ダリオ・アルジェント監督、ジェームズ・フランシスカス、カール・マルデン出演。原題に動物（gatto=猫）が入っている、アルジェントの「動物三部作」と呼ばれる作品の1つ（他の2作は『歓びの毒牙』＝鳥と『4匹の蝿』）。

## ストーリー
元新聞記者で盲目のフランコ・アルノは、夜、姪のローリーと外を歩いていると、車内で男が言い争っているのを聞き、フランコはその男の顔をローリーに見るようにいう。深夜、遺伝子研究所に何者かが侵入し、次の日所員のカラブレジ博士がプラットホームから突き落とされ死亡する。
新聞にカラブレジ博士の写真が載り、それを見たローリーから彼が言い争っていた男であることを聞いたフランコは、記事を書いた新聞記者のジョルダーニのところへ行き、落下の瞬間を撮影したカメラマンのリゲットに連絡してもらう。リゲットが調べると博士を突き落とす手が写っていた。しかし、彼はその写真を現像しているとき、後ろから首を絞められ殺害される。ジョルダーニとフランコは、殺人者を見つけ出すため捜査を始める。

## キャスト
| 役名                 | 俳優                       | 日本語吹替                                 | 日本語吹替 |
| 役名                 | 俳優                       | フジテレビ版                               |            |
| -------------------- | -------------------------- | ------------------------------------------ | ---------- |
| カルロ・ジョルダーニ | ジェームズ・フランシスカス | 曽我部和行                                 |            |
| フランコ・アルノ     | カール・マルデン           | 大木民夫                                   |            |
| アンナ・テルジ       | カトリーヌ・スパーク       | 高島雅羅                                   |            |
| スピニ警部           | ピエル・パオロ・カポーニ   | 筈見純                                     |            |
| ブラウン博士         | ホルスト・フランク         | 玄田哲章                                   |            |
| テルジ所長           | ティノ・カラーロ           | 加藤正之                                   |            |
| ジジ                 | ウーゴ・ ファンガレッジ    | 広瀬正志                                   |            |
| ローリー             | チンジア・デ・カロリス     | 鈴木富子                                   |            |
| カラブレジ博士       | カルロ・アリゲイロ         | 有本欽隆                                   |            |
| ビアンカ             | ラーダ・ラシモフ           |                                            |            |
| カソーニ博士         | アルド・レジアーニ         |                                            |            |
| リゲット             | ヴィットリオ・コンジャ     |                                            |            |
| エッソン博士         | トム・フェレギー           |                                            |            |
| 不明 その他          |                            | 幹本雄之 稲葉実 大山高男 川浪葉子 加川三起 |            |
|                      |                            |                                            |            |
| 演出                 | 演出                       | 岡本知                                     |            |
| 翻訳                 | 翻訳                       | 安西敏郎                                   |            |
| 効果                 |                            |                                            |            |
| 調整                 |                            |                                            |            |
| 制作                 | 制作                       | グロービジョン                             |            |
| 解説                 |                            |                                            |            |
| 初回放送             | 初回放送                   | 1981年11月27日 『深夜映画枠』              |            |

※HDリマスター版DVDに収録

## スタッフ
監督・脚本：ダリオ・アルジェント
製作：サルヴァトーレ・アルジェント
原案：ダリオ・アルジェント、ルイジ・コッロ、ダルダノ・サッケッティ
撮影：エリコ・メンツェル
音楽：エンニオ・モリコーネ
編集：フランコ・フラティチェリ

## 映像ソフト
- わたしは目撃者 廃盤

規格品番：CPVD-1114
発売日：1998年10月25日
発売元：カルチュア・パブリッシャーズ株式会社
販売元：株式会社ビームエンタテインメント

- わたしは目撃者 廃盤

規格品番：BBBF-5024
発売日：2004年07月23日
発売元：株式会社IMAGICA
販売元：株式会社ハピネット・ピーエム

- ダリオ・アルジェント DVD-BOX 廃盤

『フェノミナ』製作20周年を記念し、ダリオ・アルジェント監督の代表作がデジタル・ニューマスター、スクイーズ収録、オリジナル英語音声で完全復活を遂げた、初回生産限定4枚組のアニバーサリーDVD-BOX！『フェノミナ』『シャドー』『わたしは目撃者』『歓びの毒牙』の4作品を収録。
規格品番：BBBF-9103
発売日：2004年07月23日
発売元：株式会社IMAGICA
販売元：株式会社ハピネット・ピーエム

- ホラー・マニアックスシリーズ 第05期 第2弾『わたしは目撃者』HDリマスター版 廃盤

見てはいけないものを見た―アルジェントが仕掛けた深紅の迷宮! 本国イタリアでは大ヒットを記録した、異能作家ダリオ・アルジェントの名を一躍高めたミステリーサスペンス。
規格品番：BBBF-8745
発売日：2012年08月02日
発売元：株式会社ニューライン
販売元：株式会社ハピネット